# Artak Aleksanyan
Pour les articles homonymes, voir Aleksanyan.
Artak Aleksanyan, né le 10 mars 1991 à Erevan en Arménie, est un footballeur international arménien, qui évolue au poste de milieu offensif.
Il compte deux sélections en équipe nationale entre 2010 et 2011.

## Biographie

### Carrière de joueur
Artak Aleksanyan dispute trois matchs en Ligue des champions, et deux matchs en Ligue Europa.

### Carrière internationale
Artak Aleksanyan compte deux sélections avec l'équipe d'Arménie entre 2010 et 2011.
Il est convoqué pour la première fois par le sélectionneur national Vardan Minasyan pour un match amical contre la Biélorussie le 3 mars 2010 (défaite 3-1). Il reçoit sa dernière sélection le 9 février 2011 contre la Géorgie (défaite 2-1).

## Palmarès
- Avec le Pyunik Erevan
  - Champion d'Arménie en 2009.
  - Vainqueur de la Coupe d'Arménie en 2009.